# Paul Swindlehurst
Paul Swindlehurst (* 25. Mai 1993 in Blackrod, England) ist ein britischer Eishockeyspieler, der seit 2018 bei den Belfast Giants in der Elite Ice Hockey League unter Vertrag steht.

## Karriere
Paul Swindlehurst begann seine Karriere als Eishockeyspieler in der Jugendabteilung von Manchester Phoenix, für die er in der britischen U16- und U19-Liga spielte. Nach zwei Jahren in Sheffield, wo er für die Nachwuchsteams der Rapiers und der Steelhawks, mit denen er englischer U18-Meister wurde, auf dem Eis stand, wechselte er 2009 nach Kanada und spielte für verschiedene Mannschaften in der Ontario East Minor Hockey League, einer unterklassigen Nachwuchsliga. Im Alter von 18 Jahren kehrte er nach Großbritannien zurück und schloss sich den Swindon Wildcats aus der zweitklassigen English Premier Ice Hockey League an.
Sein Debüt in der Elite Ice Hockey League, der höchsten britischen Spielklasse, gab er in der Spielzeit 2013/14 bei den Dundee Stars, für die er zwei Jahre spielte. Dabei wurde er in seinem ersten Jahr zum Young British Player of the Year gewählt. Nachdem er mit den Schotten in der Spielzeit 2014/15 nur den letzten Platz der Liga erreicht hatte, wechselte er zum Ligakonkurrenten Nottingham Panthers. Diesen verließ er aber bereits im Februar 2016 wieder und schloss sich dem Ligakonkurrenten Manchester Storm an, wo er bis 2018 spielte. In der Sommerpause 2016 spielte er für die Sydney Ice Dogs in der Australian Ice Hockey League. Seit 2018 spielt er für die Belfast Giants.

### International
Für Großbritannien nahm Farmer im Juniorenbereich an der Division I der U18-Weltmeisterschaften 2010 und 2011 sowie der Division I der U20-Weltmeisterschaften 2011, 2012 und 2013, als er zum besten Spieler seiner Mannschaft gewählt wurde, teil.
Im Seniorenbereich stand er im Aufgebot seines Landes bei den Weltmeisterschaften der Division I 2014, 2015, 2017 und 2018, als den Briten erstmals seit dem Abstieg 1994 der Sprung auf die höchste Stufe der Weltmeisterschaften gelang. Zudem vertrat er seine Farben bei der Olympiaqualifikation für die Winterspiele in Pyeongchang 2018.

## Erfolge und Auszeichnungen
- 2009 Englischer U18-Meister mit den Sheffield Steelhawks
- 2014 Young British Player of the Year
- 2017 Aufstieg in die Division I, Gruppe A bei der Weltmeisterschaft der Division I, Gruppe B
- 2018 Aufstieg in die Top-Division bei der Weltmeisterschaft der Division I, Gruppe A

## Statistik
(Stand: Ende der Saison 2017/18)